# مسك الدفاتر
مسك الدفاتر لفرد أو منظمة، هو التسجيل اليومي التفصيلي لكل المعاملات المالية؛ من مبيعات، ومشتريات، ودخل؛ من حيث المستلم والمدفوع، ويتولى ذلك عادة محاسب. وهو أحد عناصر عملية المحاسبة، فما يُسجل في الدفاتر من بيانات مالية يصبح أساس التقارير المالية المختلفة التي يعدها المحاسبون. وإذا كانت المعاملات بسيطة نسبيا، فقد يكون نظام مسك الدفاتر كافيا وحده لنظام الشركة المحاسبي.

## أهمية الدفاتر التجارية
1. تساعد في معرفة مركزه المالي
2. توضح جميع العمليات المالية التي قام بها خلال اليوم من خلال دفتر اليومية
3. تبين تفاصيل البضاعة الموجودة لدى التاجر في اخر السنة المالية واستخلاص نتيجة كل حساب على حدة بسهولة في أي وقت
4. مسك دفاتر منتظمة تفيد المدين التاجر حسن النية في الاستفادة من ميزة الصلح الواقي من الإفلاس

## أنواع الدفاتر التجارية
أن الغاية من الزام التاجر بمسك دفاتر تجارية هو الرغبة في حفظ ما للتاجر من حقوق وماعليه من التزامات حيث أن هذه الدفاتر تكفل بيان مركزه المالي.
ويجب على التاجر أو ورثته الاحتفاظ بالدفاتر التجارية الإلزامية في حدها الادنى وكذلك ملف حفظ الاوراق والمراسلات مدة خمس سنوات على الاقل وتبدأ المدة من تاريخ اقفال الدفاتر وتأشيرة السجل التجاري علي هذه الدفاتر وذلك طبقا لقانون التجارة المصري الجديد.
تنقسم أنواع الدفاتر إلى قسمين دفاتر الزامية ودفاتر غير الزامية

## دفاتر إلزامية
1. دفتر اليومية: هو الدفتر الذي تقيد فيه جميع العمليات المالية التي يقوم بها التاجر ويتم هذا القيد يوما بيوم بالتفصيل.

1. دفتر الجرد: هو الذي تقيد فيه تفاصيل البضاعة الموجودة لدى التاجر في اخر السنة المالية.

1. دفتر الأستاذ: هو الدفتر الرئيسي أو الام الذي ترحل اليه جميع العمليات التي تدون في الدفاتر الأخرى ومن خلاله يمكن معرفة النتائج النهائية لحركة عناصر المشروع التجاري.

1. ملف المراسلات: هو ملف الذي يكون بين التجار يسجل فية الخطابات والصادر والوارد الذي يقع بينهم.

## دفاتر غير إلزامية
1- دفتر التسويدة: هو الذي تقيد فيه العمليات اليومية بسرعة وبدون تنظيم فور وقوعها ثم يقوم التاجر بعد ذلك بنقلها بعناية وانتظام إلى دفتر اليومية الاصلي.
2- دفتر الخزنة: هو الذي تقيد فيه كل النقود التي تدخل الخزينة أو تخرج منها ويستعمل هذا الدفتر في البنوك والمؤسسات المالية التي تزداد فيها حركة قبض النقود ودفعها.
3- دفتر المخزن: تقيد فيه حركة البضائع التي تدخل المخزن أو تخرج منه.
4- دفتر الاوراق المالية التجارية: تسجل في هذا الدفتر حركة التعامل بالأوراق التجارية التي يسحبها التاجر أو تسحب عليه حيث يسجل فيها انواعها وتواريخ استحقاقها.

## قواعد تنظيم الدفاتر التجارية
يهدف تنظيم الدفاتر التجارية إلى منع التاجر من التلاعب في الدفاتر بتغير قيودها أو الإضافة اليها أو اتلاف بعض صفحاتها، وأن تكون هذه الدفاتر خالية من أي فراغ أو شطب أو محو او كتابة في الهوامش أو بين السطور.

## القواعد المنظمة لإمساك الدفاتر التجارية
1. يجب أن تبين الدفاتر المركز المالي للتاجر ومكتوب باللغة العربية

1. يجب أن تكون الدفاتر خالية من الكشوط والفراغات والكتابة في الهوامش

1. يتعين على التاجر إذا وقع في خطا في القيد ان يبقي القيد مع اثبات الغاءة

1. يجب ان تكون الدفاتر معدة وفقا للنموذج الذي تحدده وزارة التجارة

1. لا يجوز للتاجر استخدام دفتر جديد الا بعد انتهاء الدفتر السابق وتوقيع الصفحة الاخيرة من أحد المحاسبين القانونين

1. عند وقف النشاط يجب على التاجر أو ورثته تقديم الدفاتر إلى الموظف المختص بالغرفة التجارية

## الآثار المترتبة على عدم مسك الدفاتر التجارية
1. غرامات مالية من الجهات التنظيمية والحكومية

1. تعرض النشاط التجاري للتقدير الجزافي من جهات الجباية الضرائبية

1. انعدام قيمتها في الاثبات لمصلحة التاجر

1. لا يستطيع التاجر ان يطلب الصلح الواقي من الإفلاس

## جزاءات مخالفة نظام الدفاتر التجارية
يترتب على عدم مسك الدفاتر التجارية أو عدم مراعاة القواعد التي تحكم انتظامها تعرض التاجر لجزاءات معينة بعضها ذو طبيعة جنائية والبعض الآخر ذو طبيعة مدنية تتمثل الجزاءات الجنائية في الغرامة التي يجب ان لا تقل عن خمسة الاف ريال ولا تزيد عن خمسين الف ريال أو الغرامة التي لاتقل عن مائة جنيه ولا تزيد عن الف جنيه كما هو الحال في القانون المصري وكما يترتب على مخالفة احكام الدفاتر التجارية جزاءات مدنية من أهمها تعرض التاجر للتقدير الجزافي من قبل مصلحة الضرائب والدخل مع ما قد يترتب على ذلك من إجحاف به بالإضافة إلى غرامة معادلة لنصف قيمة الضريبة.

## طالع أيضًا
- قيد مفرد[5]
- قيد مزدوج